# Нам-прик
Нам-прик (тайск. น้ำพริก) — вид традиционных густых соусов на базе красного перца и чеснока, часть тайской кухни. Обычно соусы нам-прик готовятся из перетёртого свежего или сушёного красного перца, чеснока, лука-шалот, соли и сока лайма. Часто в соус добавляется рыбная или креветочная паста, а также паста из ферментированных соевых бобов. Традиционно все ингредиенты измельчаются вместе в ступке. Соус очень популярен в тайской кухне и различается от региона к региону.

## История
Входящие в состав соуса паста из ферментированных креветок (или рыбы) и соевая паста позволяют предположить, что нам-прик попал в Таиланд из Китая.
Первые упоминания об этом соусе на западе относятся к 1687—1688 годам. Симон де ла Лубер, французский посол при дворе Аютия, писал, что нам-прик готовится с использованием соуса, похожего на горчицу, но состоящего из испорченных крабов, называемого тайцами капи.
Перец чили, входящий в состав соуса, — растение тропической части Америки, которое попало в Таиланд в начале XVII века благодаря португальцам в результате так называемого колумбова обмена. До этого же необходимая острота достигалась путём добавления чёрного, длинного и сычуаньского перцев.
Чулалонгкорн, король Таиланда, во время своего путешествия по Европе в 1907 году жаловался, что ему очень не хватает традиционного омлета khai chiao и соуса нам-прик.

## Подача
Нам-прик подается отдельно в небольших соусниках как приправа или в качестве соуса к основному блюду в течение всего дня. Нам-прик подходит практически ко всем блюдам тайской кухни из риса, мяса, рыбы и овощей и должен подчеркивать и усиливать вкус основного блюда. В зависимости от региона и рецепта соус различается по консистенции от жидкой пасты до практически сухой смеси.
Также в зависимости от региона рецепт может включать в себя сушёную рыбу, различные специи (например, кориандр, лемонграсс, калган, тамаринд), фрукты (манго), овощи (баклажаны), мясо (свинину), грибы, икру и даже насекомых (гигантского водяного клопа). Некоторые рецепты предусматривают подслащивание смеси сахаром. В Исане принято готовить соус с добавлением пла-ра (квашенной в течение более года рыбой).